# Candrè
Candrè (grec medieval: Χανδρηνός, Khandrinós; fl. 1305-1310/11) fou un general romà d'Orient que es distingí per les seves expedicions reeixides contra la Gran Companyia Catalana.
No se'n sap gaire cosa, car l'única font que parla de la seva vida i les seves obres és un discurs del seu possible parent Tomàs Magistre a l'emperador Andrònic II Paleòleg, compost per defensar-lo d'acusacions de traïció en algun moment de la dècada del 1310. Nascut en una família terratinent d'Anatòlia, lluità contra els turcs amb cert èxit, fins a tal punt que, segons Tomàs, fins i tot ells reconegueren el seu coratge. Tanmateix, fou incapaç de mantenir-los a ratlla i abandonà Anatòlia després de la caiguda de les seves terres ancestrals. Posteriorment fou un dels comandants de l'exèrcit imperial en la batalla d'Apros, el 10 de juliol del 1305, contra la Gran Companyia Catalana. Candrè lluità amb valor i distinció, però els romans d'Orient foren vençuts pels catalans.
El 1308–09 fou enviat a Macedònia, on s'havien traslladat els catalans, sota el comandament general del gran estratopedarca Àngel Paleòleg. Es creu que Candrè hi ajudà a repel·lir l'atac dels catalans contra Tessalònica, la segona ciutat més gran de l'Imperi Romà d'Orient, probablement atacant les seves línies de setge. Després que els catalans abandonessin el setge de la ciutat a començaments del 1309, les expedicions de Candrè els confinaren a la seva base de Cassàndria, tallant-los els subministraments i posant fi als seus devastadors atacs al camp circumdant, que fins i tot havien amenaçat els monestirs del Mont Atos. Com a resultat, a la primavera del 1309 els catalans se n'anaren de Cassàndria i envaïren Tessàlia, governada pel dèbil Joan II Ducas. Els catalans saquejaren la regió i obligaren Joan a demanar ajuda als romans d'Orient. Candrè marxà cap al sud des de Tessalònica i se li uniren voluntaris locals, motivats per les crides i promeses de recompensa de l'emperador romà d'Orient. Els catalans foren derrotats en enfrontaments menors i expulsats de Tessàlia. Allà passaren al servei del Ducat d'Atenes i, tornant al nord, conqueriren gran part de Tessàlia, obligant Joan II a demanar la pau. Tanmateix, després que el duc d'Atenes, Gualter de Brienne, intentés acomiadar-los sense pagar-los les soldades que els devia, atacaren el ducat i el prengueren després d'esclafar l'exèrcit de Gualter a la batalla del Cefís el 1311.
Mentrestant, el 1309 Candrè havia rebutjat una invasió sèrbia de Macedònia, assistit per 1.500 turcs que, sota el seu líder Malik, havien desertat de la Companyia Catalana i havien cercat refugi a Sèrbia. En algun moment de la dècada del 1310 (probablement cap 1310/11) era a Constantinoble, on fou acusat de traïció per membres de la cort imperial, probablement com a resultat de la gelosia pels seus èxits militars, i fou defensat davant de l'emperador per Tomàs Magistre.